# Kabinett Alexis Tsipras II

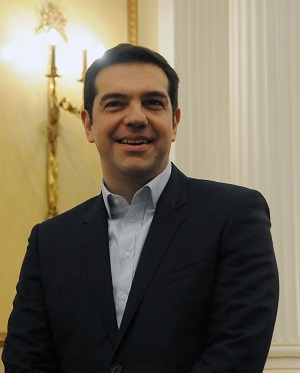
Alexis Tsipras, 2015

Das Kabinett Alexis Tsipras II bildete ab dem 23. September 2015 die Regierung Griechenlands. Es folgt auf die Übergangsregierung Vasiliki Thanou-Christofilou und wurde 2019 durch das Kabinett Kyriakos Mitsotakis abgelöst.

## Geschichte
Alexis Tsipras erhielt von Staatspräsident Prokopis Pavlopoulos erneut den Auftrag zur Regierungsbildung, nachdem seine Koalition der Radikalen Linken (SYRIZA) bei der Parlamentswahl vom 20. September 2015 die meisten Stimmen (35,5 %) erhalten hatte. Er wurde am 21. September 2015 als neuer Ministerpräsident vereidigt und vereinbarte wiederum eine Koalition seiner Partei mit den Unabhängigen Griechen (ANEL), welche 3,69 % der Stimmen erhielten. Die Regierungskoalition besitzt eine Mehrheit von 155 der 300 Sitze im griechischen Parlament (145 SYRIZA und 10 ANEL). Ihnen gegenüber sitzen sieben Parteien in der Opposition.
Wie schon in seinem ersten Kabinett berief Tsipras Giannis Tsironis von der grünen Partei Ikologi Prasini, die auf der Liste von SYRIZA angetreten war, zum stellvertretenden Umweltminister.
Bei der namentlichen initialen Vertrauensabstimmung am 8. Oktober 2015 sprachen alle 155 Abgeordneten der Regierungskoalition Tsipras das Vertrauen aus.
Am 4. November 2016 stellte Tsipras die neue Zusammensetzung seiner Regierung vor und twitterte: „Regierungsumbildung mit klarer Zielperspektive: Wachstum und die Verbesserung des Alltags des Bürgers“. Die Regierungsumbildung wurde am 5. November 2016 mit der Vereidigung der neuen Minister durchgeführt. Statt bisher 14 gibt es nun 18 Ministerien; es gibt nun vier neue bzw. eigenständige Ministerien für Migration und Flüchtlinge, Wiederaufbau, Tourismus sowie für Digitale Politik und Telekommunikation.
Mitte Januar 2019 trat Verteidigungsminister Kammenos im Streit um den Kompromiss in der Mazedonienfrage zurück und kündigte den Rückzug seiner Partei ANEL aus der Regierungskoalition an. Für den 16. Januar wurde eine Vertrauensabstimmung des Parlaments anberaumt.
Tsipras überstand sie mit 151 von 300 Stimmen denkbar knapp.

## Kabinettsmitglieder vom 23. September 2015 bis 4. November 2016
| Ministerium                                      | Amtsinhaber            | Griechische Schreibweise | Partei    |
| ------------------------------------------------ | ---------------------- | ------------------------ | --------- |
| Ministerpräsident                                | Alexis Tsipras         | Αλέξης Τσίπρας           | SYRIZA    |
| Stellvertretender Ministerpräsident              | Giannis Dragasakis     | Γιάννης Δραγασάκης       | SYRIZA    |
| Finanzen                                         | Efklidis Tsakalotos    | Ευκλείδης Τσακαλώτος     | SYRIZA    |
| Äußeres                                          | Nikos Kotzias          | Νίκος Κοτζιάς            | parteilos |
| Inneres                                          | Panagiotis Kouroumblis | Παναγιώτης Κουρουμπλής   | SYRIZA    |
| Verteidigung                                     | Panos Kammenos         | Πάνος Καμμένος           | ANEL      |
| Wirtschaft, Wachstum und Tourismus               | Giorgos Stathakis      | Γιώργος Σταθάκης         | SYRIZA    |
| Bildung, Forschung und religiöse Angelegenheiten | Nikos Filis            | Νίκος Φίλης              | SYRIZA    |
| Justiz, Transparenz und Menschenrechte           | Nikos Paraskevopoulos  | Νίκος Παρασκευόπουλος    | parteilos |
| Arbeit, soziale Sicherung und Solidarität        | Giorgos Katroungalos   | Γιώργος Κατρούγκαλος     | SYRIZA    |
| Gesundheit                                       | Andreas Xanthos        | Ανδρέας Ξανθός           | SYRIZA    |
| Kultur und Sport                                 | Aristidis Baltas       | Αριστείδης Μπαλτάς       | SYRIZA    |
| Umwelt und Energie                               | Panos Skourletis       | Πάνος Σκουρλέτης         | SYRIZA    |
| Infrastruktur, Verkehr und Netzwerke             | Christos Spirtzis      | Χρήστος Σπίρτζης         | SYRIZA    |
| Schifffahrt und Inseln                           | Thodoris Dritsas       | Θοδωρής Δρίτσας          | SYRIZA    |
| Landwirtschaft und Nahrung                       | Vangelis Apostolou     | Βαγγέλης Αποστόλου       | SYRIZA    |
| Staatsminister                                   | Nikos Pappas           | Νίκος Παππάς             | SYRIZA    |
| Staatsminister für Regierungskoordination        | Alekos Flambouraris    | Αλέκος Φλαμπουράρης      | SYRIZA    |
| Regierungssprecherin                             | Olga Gerovasili        | Όλγα Γεροβασίλη          | SYRIZA    |

## Kabinettsmitglieder seit dem 5. November 2016 (Regierungsumbildung)
| Ministerium                                           | Amtsinhaber                              | Griechische Schreibweise | Partei    |
| ----------------------------------------------------- | ---------------------------------------- | ------------------------ | --------- |
| Ministerpräsident                                     | Alexis Tsipras                           | Αλέξης Τσίπρας           | SYRIZA    |
| Stellvertretender Ministerpräsident                   | Giannis Dragasakis                       | Γιάννης Δραγασάκης       | SYRIZA    |
| Finanzen                                              | Efklidis Tsakalotos                      | Ευκλείδης Τσακαλώτος     | SYRIZA    |
| Äußeres                                               | Nikos Kotzias (zurückgetreten)           | Νίκος Κοτζιάς            | parteilos |
| Äußeres                                               | Alexis Tsipras ab 17. Oktober 2018       | Αλέξης Τσίπρας           | SYRIZA    |
| Äußeres                                               | Giorgos Katroungalos ab 15. Februar 2019 | Γιώργος Κατρούγκαλος     | SYRIZA    |
| Inneres                                               | Panos Skourletis                         | Παναγιώτης Σκουρλέτης    | SYRIZA    |
| Verteidigung                                          | Panos Kammenos (zurückgetreten)          | Πάνος Καμμένος           | ANEL      |
| Verteidigung                                          | Evangelos Apostolakis ab 14. Januar 2019 | Ευάγγελος Αποστολάκης    | parteilos |
| Wirtschaft und Wachstum                               | Dimitris Papadimitriou                   | Δημήτρης Παπαδημητρίου   | parteilos |
| Bildung, Forschung und religiöse Angelegenheiten      | Konstantinos Gavroglou                   | Κωνσταντίνος Γαβρόγλου   | SYRIZA    |
| Justiz, Transparenz und Menschenrechte                | Stavros Kondonis                         | Σταύρος Κοντονής         | SYRIZA    |
| Arbeit, soziale Sicherung und Solidarität             | Efi Achtsioglou                          | Έφη Αχτσιόγλου           | SYRIZA    |
| Gesundheit                                            | Andreas Xanthos                          | Ανδρέας Ξανθός           | SYRIZA    |
| Kultur und Sport                                      | Lydia Koniordou                          | Λυδία Κονιόρδου          | SYRIZA    |
| Umwelt und Energie                                    | Giorgos Stathakis                        | Γιώργος Σταθάκης         | SYRIZA    |
| Infrastruktur, Verkehr und Netzwerke                  | Christos Spirtzis                        | Χρήστος Σπίρτζης         | SYRIZA    |
| Schifffahrt und Inseln                                | Panagiotis Kouroumblis                   | Παναγιώτης Κουρουμπλής   | SYRIZA    |
| Landwirtschaft und Nahrung                            | Vangelis Apostolou                       | Βαγγέλης Αποστόλου       | SYRIZA    |
| Migration und Flüchtlinge                             | Ioannis Mouzalas                         | Ιωάννης Μουζάλας         | parteilos |
| Tourismus                                             | Elena Kountoura                          | Έλενα Κουντουρά          | ANEL      |
| Digitale Politik, Telekommunikation und Informationen | Nikos Pappas                             | Νίκος Παππάς             | SYRIZA    |
| Wiederaufbau                                          | Olga Gerovasili                          | Όλγα Γεροβασίλη          | SYRIZA    |
| Staatsminister für Regierungskoordination             | Alekos Flambouraris                      | Αλέκος Φλαμπουράρης      | SYRIZA    |
| Staatsminister                                        | Christophoros Vernadakis                 | Χριστόφορος Βερναρδάκης  | SYRIZA    |
| Staatsminister und Regierungssprecher                 | Dimitrios Tzanakopoulos                  | Δημήτριος Τζανακόπουλος  | SYRIZA    |